# Delosperma echinatum
Delosperma echinatum es una especie de planta suculenta perteneciente a la familia de las aizoáceas. Es nativa de Sudáfrica.

## Descripción
Es una pequeña planta suculenta perennifolia que alcanza un tamaño de 10 12 cm de altura a una altitud de 150 - 860 metros en Sudáfrica.

## Taxonomía
Delosperma echinatum fue descrita por (Lam.) Schwantes y publicado en Möller's Deutsche Gärtner-Zeitung 42: 258. 1927.
Etimología
Delosperma: nombre genérico que deriva de las palabras griegas: delos = "abierto" y sperma = "semilla"  donde hace referencia al hecho de que las semillas son visibles en las cápsulas abiertas.
echinatum: epíteto latino que significa "espinosa".
Sinonimia
- Mesembryanthemum echinatum Lam. (1788) basónimo
- Trichodiadema echinatum (Lam.) L.Bolus (1930)
- Delosperma pruinosum (Thunb.) J.W.Ingram
- Mesembryanthemum pruinosum Thunb. (1791)[3]